# Фаунтин-Хилс (Аризона)
Фаунтин-Хилс (англ. Fountain Hills) — город в округе Марикопа в штате Аризона США. По данным переписи населения США 2020 года, численность населения составляла 23 820 человек.

## Население
| 2010   | 2010[…] | 2020    |
| ------ | ------- | ------- |
| 22 554 | ↘22 489 | ↗23 820 |